# Philip Dru: Administrator
Philip Dru: Administrator, the Story of Tomorrow 1920-1935 är en politisk roman skriven anonymt av Edward M. House och utgiven första gången 1912.

## Bakgrund och betydelse
Boken har beskrivits som presidenterna Woodrow Wilsons och Franklin D. Roosevelts mest uppskattade och använda intellektuella bagage. Wilsons utrikesminister William Jennings Bryan och inrikesminister Franklin K. Lane har intygat dess inflytande på presidenten. Den senare säger: ”Allt vad boken förutsäger kommer till stånd… Presidenten kommer alltid till slut fram till Philip Dru”. Roosevelt lär ha talat om boken som sin ”politiska bibel”.
Författaren uppgavs vara en prominent person i politiska kretsar. Vid utgivningen antog de flesta att det rörde sig om någon utanför de båda etablerade partierna, radikalt som programmet var, och många gissade på Theodore Roosevelt som bokens författare på grund av likheter med dennes politiska program i presidentvalskampanjen samma år. Allt eftersom mer och mer av bokens idéer förverkligades stegrades intresset för den, men House identifierades som dess författare först 1917.
Boken var länge svår att få tag på, vilket påståtts bero på att familjen House köpte in exemplaren. Tingsten förmodar att kopplingen till presidenterna upplevdes genant. Först när copyrighten gått ut trycktes en ny upplaga 1969. I Howden Smiths biografi över författaren, Mr. House of Texas nämns romanen inte.
House skrev 1916 att ”det finns en del i den som jag skrev i hast och som jag inte håller med om, men det mesta i den står jag fast vid som min etiska och politiska övertygelse”. Den skönlitterära genren valde han för att nå ut till en stor läsekrets med sin programskrift.

## Handling
Philip Dru, en intellektuell och moralisk övermänniska har vuxit upp under små omständigheter. Han har gått militärakademin men av hälsoskäl tvingats avbryta en militär karriär, och inser att samhället är ruttet och måste reformeras i grunden för att återställa friheten och demokratin. Storfinansen kör fram sin kandidat till presidentposten med brutala metoder och när deras smutsiga spel sedan avslöjas fifflar de med ett nyval till kongressen, vilket får till följd att ett uppror bryter ut. Dru, som vunnit ryktbarhet genom att uppträda som folkets man i tal och skrift, blir de upproriskas general och känner sig därefter kallad att bli diktator.
Drus diktatur varar i sju år och utmärks av visdom och humanitet. Amerika blir perfekt, rikt, friskt och moraliskt. Han blir vän med storkapitalisternas ledare som är en resonabel karl och han förmår honom att testamentera sina 200 miljoner dollar till utbildning åt kvinnor genom ”intressanta berättelser” med sensmoral.
Mot slutet av Drus diktatur befinns Mellanamerika ej leva upp till demokratiska ideal och kan inte heller betala sina skulder. Dru åstadkommer en uppdelning av världen och besegrar Mellanamerika. Kanada uppgår frivilligt i USA och de europeiska kolonierna i Västindien blir amerikanska protektorat. De är för efterblivna för att klara sig på egen hand men de skall skötas exemplariskt och uppfostras till självständighet.
När sju år förlöpt drar sig Dru tillbaka, friar till sin gamla flamma och beger sig, låter författaren läsaren ana, tillsammans med henne till det efterblivna Ryssland för att erbjuda sina tjänster.

## Politisk tendens
Romanens litterära kvalitet är, som Herbert Tingsten framhåller, pinsamt banal; den är full av språkfel och grötiga floskler. ”Men att boken är skriven med äkta patos finns inget tvivel om. Avskyn mot utsugningen, medkänslan med fattigdomen, önskan att skapa en bättre värld är i all sin otymplighet uppenbar.” 
Socialismen förklaras oförmögen att fungera i praktiken, då folk förlorar drivkraften att anstränga sig. Men kapitalismen måste begränsas och kontrolleras, eftersom vanligt folk inte har någon chans gentemot de privilegierade. Maktfördelningen har lamslagit landet; det gäller att föra en aktiv reformpolitik av socialdemokratisk karaktär. Houses reformkrav är närmast totalitära, de inkluderar allt från bankväsen till begravningar, från rösträtt till skulptur.
”I huvudsak omfattar programmet vad Wilson och Roosevelt senare utförde eller sökte utföra. En verkställande makt av samma art som i England; rätt till arbete för alla; lägre tullar; en banklagstiftning som ger unionen större kontroll; ålderdoms- och sjukförsäkring samt understöd åt eventuella arbetslösa; statlig skiljedom i arbetstvister; progressiv inkomstskatt, rösträtt för kvinnor; skärpt kontroll över truster och storföretag; avskaffande av domstolarnas lagprövningsrätt och reformering av domstols- och advokatväsendet; revokation av legislaturledamöter och mycket annat.”
”Många av dessa reformer låg i tiden, men i varje fall kan man inte i något partiprogram och så vitt jag vet inte i någon politikers deklarationer finna så mycket av vad som kom att genomföras under de närmaste årtiondena som i romanen om Philip Dru”, skriver Tingsten.